# (9463) Criscione
(9463) Criscione est un astéroïde de la ceinture principale.

## Description
(9463) Criscione est un astéroïde de la ceinture principale. Il fut découvert le 20 avril 1998 à Socorro (Nouveau-Mexique) par le projet LINEAR. Il présente une orbite caractérisée par un demi-grand axe de 2,95 UA, une excentricité de 0,05 et une inclinaison de 0,8° par rapport à l'écliptique.

## Compléments